# Tenor Titan
Tenor Titan è un album di raccolta del sassofonista jazz statunitense Sonny Rollins, pubblicato dalla VSP Records nel 1966.
Il disco raccoglie brani tratti dall'album: Sonny Rollins at Music Inn/Teddy Edwards at Falcon's Lair (MetroJazz Records, E-1011), più un brano: Sumphin', che in precedenza era stato pubblicato nel 1958 nell'album di Dizzy Gillespie: Duets (Verve Records, MGV-8260).

## Tracce
LP (1966, VSP Records, VSP-32/VSPS-32)
Lato A
1. I'll Follow My Secret Heart – 4:45 (Noël Coward) – Registrato dal vivo il 3 agosto 1958 al Music Inn di Lenox, Massachusetts
2. You Are Too Beautiful – 5:55 (testo: Lorenz Hart – musica: Richard Rodgers) – Registrato dal vivo il 3 agosto 1958 al Music Inn di Lenox, Massachusetts
3. Doxy – 7:45 (musica: Sonny Rollins) – Registrato dal vivo il 3 agosto 1958 al Music Inn di Lenox, Massachusetts

Lato B
1. Limehouse Blues (Sonny Rollins Trio) – 6:05 (testo: Douglas Furber – musica: Philip Braham) – Registrato dal vivo il 3 agosto 1958 al Music Inn di Lenox, Massachusetts
2. Sumphin' – 10:25 (musica: Dizzy Gillespie) – Registrato al Nola Penthouse Sound Studios di New York l'11 dicembre 1957

## Musicisti
- Sonny Rollins – sassofono tenore (in tutti i brani)
- John Lewis – pianoforte (You Are Too Beautiful e Doxy)
- Percy Heath – contrabbasso (eccetto nel brano: Sumphin')
- Connie Kay – batteria (eccetto nel brano: Sumphin')
- Dizzy Gillespie – tromba (solo nel brano: Sumphin')
- Ray Bryant – pianoforte (solo nel brano: Sumphin')
- Tommy Bryant – contrabbasso (solo nel brano: Sumphin')
- Charlie Persip – batteria (solo nel brano: Sumphin')

### Produzione
- Leonard Feather (A1, A2, A3 e B1) e Norman Granz (B2) – produzione originale
- Dom Cerulli – ricerca A&R e coordinatore
- Jon Henry – grafica copertina album
- Frank Greenwald – ingegnere della rimasterizzazione
- Val Valentin – direttore della rimasterizzazione[1]